# Wallace (Carolina del Nord)
Wallace és una població dels Estats Units a l'estat de Carolina del Nord. Segons el cens del 2000 tenia 3.344 habitants.

## Demografia
Segons el cens del 2000, Wallace tenia 3.344 habitants, 1.329 habitatges i 862 famílies. La densitat de població era de 502,4 habitants per km².
Dels 1.329 habitatges en un 28,3% hi vivien nens de menys de 18 anys, en un 44% hi vivien parelles casades, en un 15,3% dones solteres, i en un 35,1% no eren unitats familiars. En el 31,2% dels habitatges hi vivien persones soles el 17,5% de les quals corresponia a persones de 65 anys o més que vivien soles. El nombre mitjà de persones vivint en cada habitatge era de 2,42 i el nombre mitjà de persones que vivien en cada família era de 2,96.
Per edats la població es repartia de la següent manera: un 23,6% tenia menys de 18 anys, un 8,6% entre 18 i 24, un 27% entre 25 i 44, un 21,7% de 45 a 60 i un 19,1% 65 anys o més.
L'edat mediana era de 38 anys. Per cada 100 dones de 18 o més anys hi havia 81,6 homes.
La renda mediana per habitatge era de 25.422 $ i la renda mediana per família de 33.413 $. Els homes tenien una renda mediana de 29.226 $ mentre que les dones 16.250 $. La renda per capita de la població era de 14.380 $. Entorn del 18,8% de les famílies i el 23,3% de la població estaven per davall del llindar de pobresa.

## Poblacions més properes
El següent diagrama mostra les poblacions més properes.